# Michael Grabner (Unternehmer)
Michael Grabner (* 23. August 1948 in Wien) ist ein österreichischer Medienmanager, Medienunternehmer und Business Angel.

## Leben
Grabner war zwischen 1988 und 1991 Vorstand der österreichischen Tageszeitung Kurier und Gründungsgeschäftsführer der MediaPrint GmbH. Nach dem Ende seiner Tätigkeit bei Kurier und MediaPrint wechselte Grabner als Geschäftsführer zur Georg von Holtzbrinck Gruppe in Stuttgart.
Im Jahr 1991 wurde er Leiter des Geschäftsbereichs für Druckereien, Hörfunk und regionale Zeitungen sowie ab 1997 den Bereich Wirtschaftsinformation. Im Jahr 2001 wurde er stellvertretender Vorsitzender der Verlagsgruppe. Mitte März 2007 schied er aus der Geschäftsführung der Verlagsgruppe aus.
Nach der Übernahme des Handelsblattes, der Wirtschaftswoche, des Tagesspiegels und 50 % an der Wochenzeitung Die Zeit durch Dieter von Holtzbrinck im Jahr 2009 ist Grabner in dessen Konzern zuerst beratend, ab 2012 im Aufsichtsrat der DvH-Medien tätig. Seit 2016 steht er dem Aufsichtsrat vor. Im Jahr 2021 wurde er mit fünf Prozent an DvH-Medien beteiligt. 2014 wurde Michael Grabner in den Aufsichtsrat der ÖIAG, der heutigen Österreichische Beteiligungs AG, bestellt. Seit 2010 Grabner ist außerdem Mitglied im Beirat der Presse-Druck- und Verlags-GmbH, dem Verlag der Augsburger Allgemeine.
Daneben führt er gemeinsam mit seinem Sohn Gabriel und seiner Tochter Zissa die Michael Grabner Media GmbH als Beteiligungsgesellschaft für diverse Startup-Investments.
Seit Februar 2024 ist er Jurymitglied in der Casting-Show 2 Minuten 2 Millionen des österreichischen Privatsenders Puls 4.